# Ib Søby
 Der er for få eller ingen kildehenvisninger i denne artikel, hvilket er et problem. Du kan hjælpe ved at angive troværdige kilder til de påstande, som fremføres i artiklen.

Ib Søby  (født 30. juni 1958 i Nørresundby), er journalist, redaktør, forfatter og foredragsholder.
Medlem af gruppeteatre og gøglershowet Sommerfools fra 1980 til 1995. Opførte i samme periode monologen Gøglerens Fødsel af italienske Dario Fo over 900 gange.
1995-1996 leder af Kulturhuset Rejsestalden i Jægerspris.
Initiativtager til cykelløbet Grand Prix Jægerspris som blev kørt fra 1997 til 2006. og var leder af det internationale pressecenter under UCI VM i cykelløb i København 2011. I 2022 blev Ib Søby valgt som vært til den officielle fanzone på Kongens Nytorv i forbindelse med Tour De France Grand Depart  Prolog i København. 
Han var nyhedschef på Radio Hornsherred 1987-1993 og var i 1997 vært på TVS, Den Danske Sportskanal. Herefter fortrinsvis på dk4 som vært, kommentator og redaktør på talkshows og kulturelle programmer.
Siden 2001 har han haft international speedway som hovedområde og fra 2002 har han været fast tv kommentator på både DK4 og DR i forbindelse med Grand Prix serien om verdensmesterskabet.   
Fra 2005 sportschef på tv stationen dk4 og ansvarlig for talrige sportstransmissioner, både fra idrætsgrene som sjældent opnår synlighed i mediebilledet til seer-magneter som Team Palle boksestævner med bl.a den daværende verdensmester Mikkel Kessler.
Kommenterede også den historiske VM Kamp, Anita Christensen vs Ada Velez ( USA) lørdag den 17. januar 2004 i Aarhus, hvor Christensen blev Danmarks første kvindelige verdensmester i professionel boksning.
I september 2008 udkom hans første bog bog Speedwayliv. Siden er udkommet to bøger mere om speedway, i 2014 Speedwayliv 2008-20014, og i anledning af sportens eksistens i hundrede år udkom i 2023 Speedway 100 - et århundrede med myter og legender.
Modtog 6. marts 2010 fortjenesttegn i guld af  Danmarks Motor Union for en usædvanlig indsats med tilblivelsen af transmissioner og tv udsendelser omkring dansk og udenlandsk speedway.
Efter en periode i Singapore vendte Ib Søby tilbage til dk4 som redaktør og senest vært på Talksjow West, der satte fokus på markante personligheder vest for Storebælt.
Udgav i 2013  den historiske roman 6. juli om belejringen og slaget ved Fredericia 1849. Den genudsendes i foråret 2020, i anledningen af 100 året for Genforeningen. 
I 2021 udkom Floridas Danske Pioner, en dokumentarisk bog om den danske USA-udvandrer AC Frost.
Siden 2018  selvstændig i Gaucho Media, som laver pressearbejde for kunder som fx Danmarks Motor Union, Vojens Speedway Center, radioshowet Dahl på Hack ( Café Hack) og ONE-event designers i Aarhus. Ib var i 2021 og 2022  tilrettelægger og vært på foredragsturneen Kongernes Fald med speedwaylegenderne Ole Olsen, Erik Gundersen og Hans Nielsen.
Holder foredrag om de Slesvigske Krige, danske udvandrere til USA og international speedway.